# 瓦洛加冰川

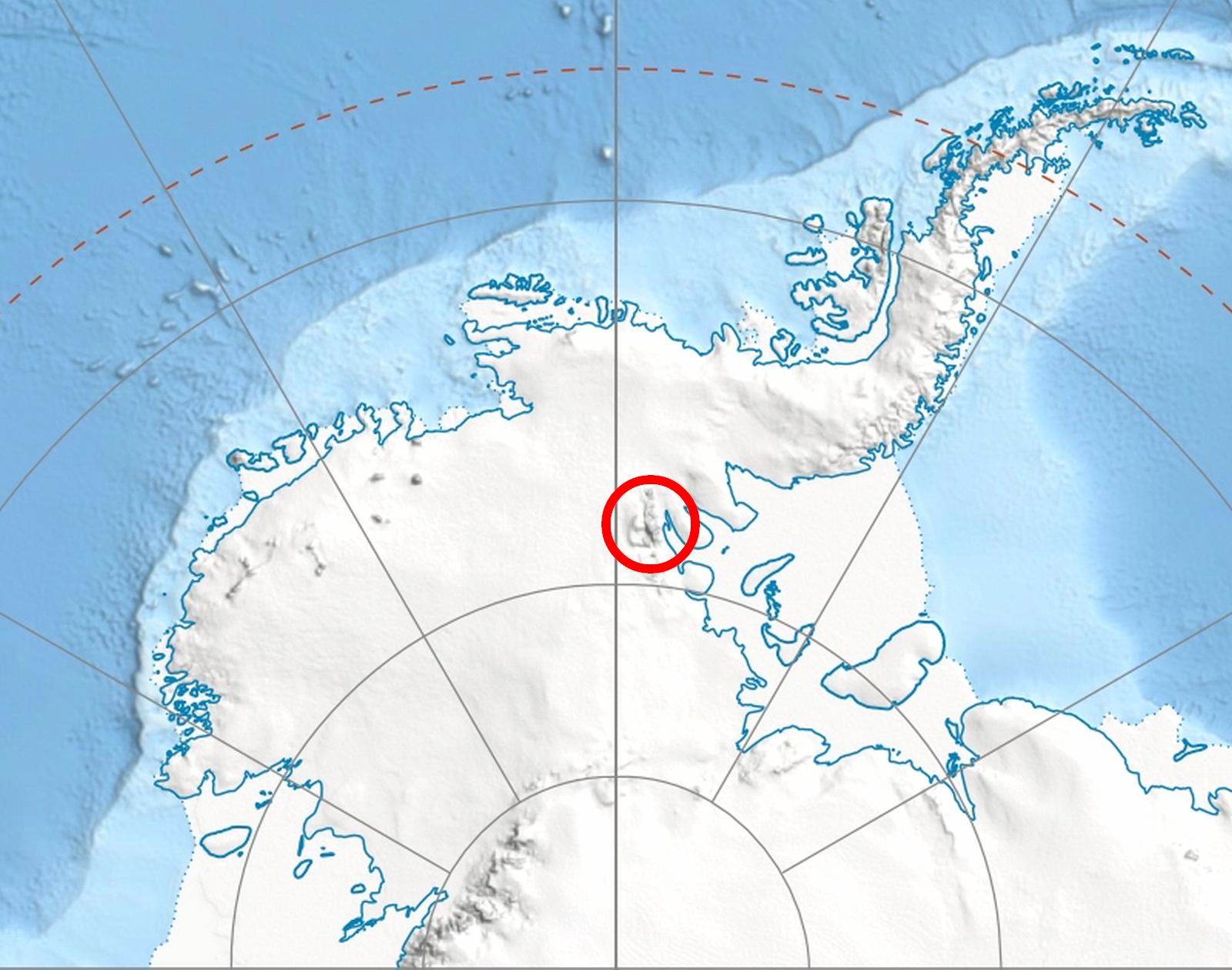

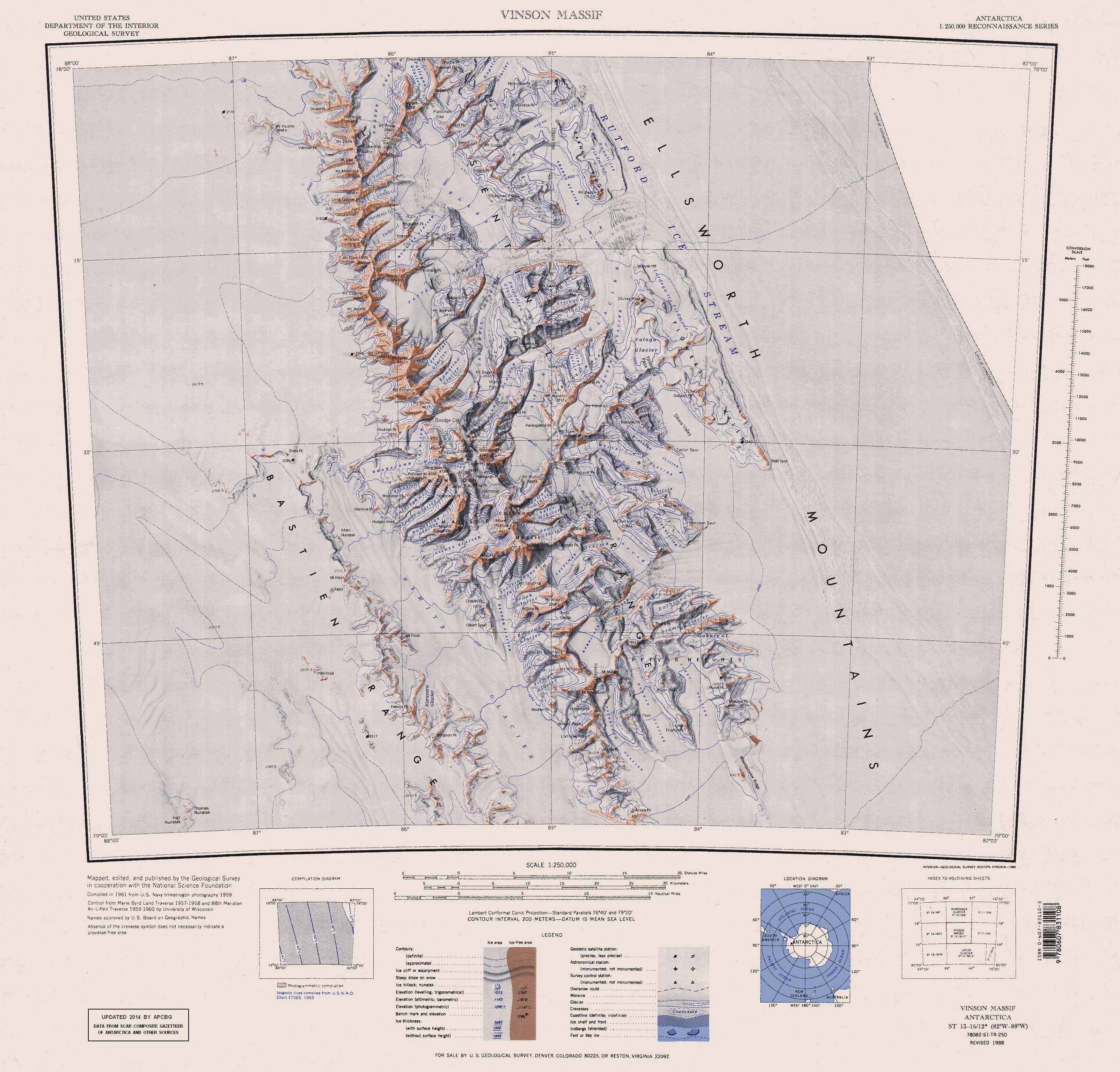

瓦洛加冰川（英語：Valoga Glacier），是南極洲的冰川，位於埃爾斯沃思地，處於埃爾斯沃思山脈的森蒂納爾嶺地區，最終注入漢森冰川，現時由南極條約體系管理。